# Bertone Ramarro
La Bertone Ramarro, chiamata anche Chevrolet Ramarro o Bertone Corvette Ramarro, è una concept car realizzata dalla carrozzeria italiana Bertone per la casa automobilistica statunitense Chevrolet nel 1984.
Basata sulla Chevrolet Corvette C4, ha debuttato nel 1984 al Los Angeles Auto Show. Il nome "ramarro" deriva dall'omonimo rettile.

## Storia

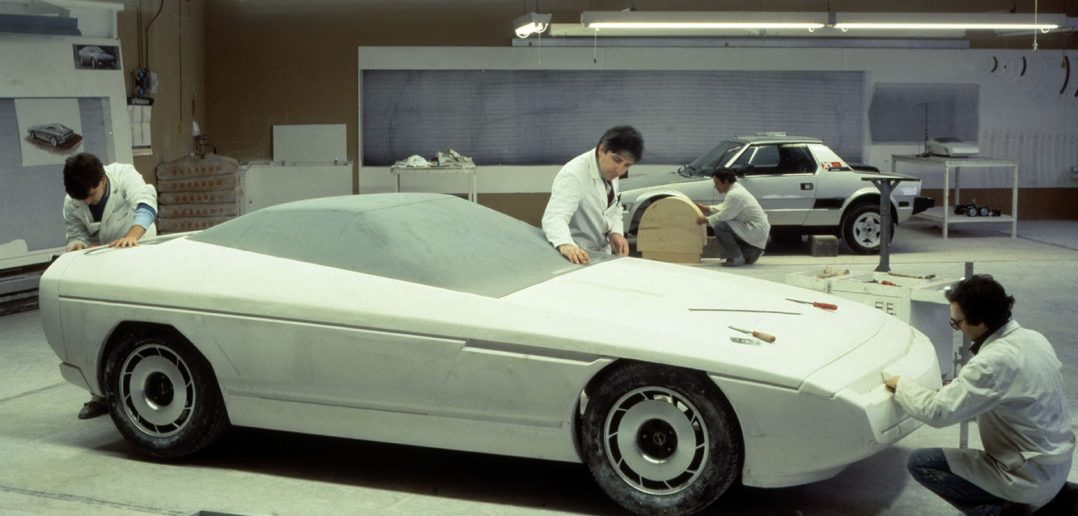
Maquette in scala 1:1 della Ramarro

La Ramarro utilizza il telaio di una Corvette C4 del 1984, la stessa vettura utilizzata per presentare la C4 alla stampa europea al Salone di Ginevra del 1983. La Chevrolet ha dato a Bertone quell'auto da usare per costruire la Ramarro, così come un motore V8 a iniezione della più recente Corvette del 1985.
Bertone originariamente intendeva svelare l'auto al Salone dell'Auto di Torino nella primavera del 1984, ma venne rimandato di alcun mesi e poiché la Ramarro era basata sulla Corvette, decisero di svelarla al Los Angeles Auto Show. La Ramarro nel 1985 è stata insignita del Car Design Award per le sue "idee audaci", che si hanno dato "alla Chevrolet Corvette una personalità completamente nuova".
In seguito la vettura e entrò a far parte della collezione Bertone e venne esposta all'interno del Museo Bertone. In seguito al fallimento del carrozziere, la vettura venne acquistata dall'Automotoclub Storico Italiano, integrandola nella propria collezione.

## Descrizione

### Design ed esterni
Il motore rimane per lo più di serie ma il radiatore e il compressore dell'aria condizionata sono stati spostati nella parte posteriore della vettura, con la ruota di scorta che è stata spostata davanti al motore, per permettere a Bertone di disegnare la carrozzeria con un muso più affusolato per un migliore i flussi d'aria e l'aerodinamica. Per far entrare l'aria nel radiatore, le prese d'aria sono state posizionate proprio dietro il lunotto. L'unico altro cambiamento meccanico è stata l'aggiunta di pneumatici Michelin sperimentali al posto delle Goodyear originali. Questi nuovi pneumatici misurano 280/45VR-17 al posteriore e 240/45VR-17 all'anteriore.
All'esterno, la Ramarro presenta due porte scorrevoli che si aprono scivolando in avanti verso il muso dell'auto, rendendo più facile l'accesso in spazi ristretti rispetto alle portiere convenzionali. 

### Interni
L'abitacolo della Ramarro conserva la strumentazione digitale della Corvette e la maniglia del freno a mano, ma la maggior parte degli interni originali è stata sostituita. Il concept presenta due sedili che avvolgono in un unico pezzo il tunnel centrale, che si muove in unico pezzo quando viene fatto scorrere il sedile. L'interno è stato rifinito in pelle verde che è stata scelta per abbinarsi all'esterno e per assomigliare al colore e alla trama della pelle di lucertola. Infine, la trasmissione è automatica, con la leva del cambio sostituita da un grande rotore che funge da selettore delle marce nella consolle centrale.